# Nikolaus Lenau
Nikolaus Lenau (egentligen Nikolaus Franz Niembsch Edler von Strehlenau), född den 13 augusti 1802 i Csatád i Ungern, nära Temesvár, död den 22 augusti 1850 på hospitalet Oberdöbling vid Wien, var en österrikisk poet, ansedd som en av tyska språkets främsta lyriker under 1800-talet.
Lenau var son till en officer, som förde ett äventyrligt liv och dog tidigt. Han blev sin mors bortskämda barn. Han studerade i Wien filosofi, juridik, lanthushållning och medicin, men ägnade sig slutligen åt estetiska studier och musik, särskilt violinspel, samt var en svuren beundrare av Beethoven och Schubert. I poetiskt avseende började i Österrike åren före 1830, då den egentliga romantiken höll på att klinga ut, en ny poesi blomstra med namn som Grillparzer, Ferdinand Raimund, Anton Alexander von Auersperg (Anastasius Grün). I motsats till dessa, som förblev wienare, var Lenau halvt österrikare, halvt schwabare. 
I Wien kunde han under Metternichs stränga regim inte hoppas få utge någon diktsamling, som kunde ge luft åt de revolutionära känslor, som fyllde hans bröst, och han drogs därför 1831 till Stuttgart, där dessutom de tyska klassikernas förläggare Cotta bodde. Obetingat fördelaktig var inte flyttningen, i det att umgänget med de mystiskt lagde schwabarna mattade hans viljekraft och ökade den svärmiskt färgade livsleda, som alltmer grep honom. Under lidelsefyllda inre upplevelser, inte minst på kärleksområdet, skapade Lenau nu en rik lyrik, som gav uttryck åt ett varmt hjärtas stormiga passioner och, inte minst, för ett djupt svårmod. 
År 1832 utgav han en samling av sina Gedichte. Han kände sig emellertid Europatrött och föll offer för en sjuklig melankoli. Motvilja för den omgivande verkligheten och svärmeri för en ideal republikanism, längtan till jungfrulig ödemark förmådde honom att 1832 söka sig till en utvandrarkoloni och bege sig till Amerika, där han ämnade vistas fem år. Men redan efter ett år vände han tillbaka, bortstött av den krassa materialism, som i det förlovade landet mött idealisten. Vid återkomsten hyllades han som en berömd man. 
Lenaus dikter hade nämligen mottagits med mycken beundran, och hans vän, danske teologen Martensen, omtalar, att i det levnadsglada Wien rådde en formlig kult för denne melankolins och pessimismens diktare, "en av de sköna skaldeskepnader, som själva går som en dikt genom livet". Själv kände Lenau detta som ett ansvar och fann sig för fattig för berömmet; för att ärligt förtjäna bifallet grävde han ner sig i en romantisk filosofi, som spåras i de större verk, han nu utgav, såsom Faust (1832) och Savonarola (1837), där en religiös uppfattning kommer till orda, påverkad av Martensen, vilken boken tillägnats.
I Die Albigenser (1842) ger han däremot uttryck för en tvivlande världsåskådning och där han hyllar liberalismen, religionsfriheten, strävandet mot humanitetsidealet. År 1838 utgav han Neuere Gedichte. För honom själv var skaldskapet ett martyrium. "Konsten är sorg och mycken vedermöda". År 1844 träffades han av ett slaganfall, som åtföljdes av en sinnessjukdom; i sex år varade hans lidanden. Efter hans död utgavs bland annat fragmentet Don Juan i hans Dichterischer Nachlass.  
Genom Lenaus starkt natursymboliska lyrik går ett drag av vemod över livets förgänglighet, som han tolkar än med vek känsla, än åter med dyster världssmärta, finnande i naturens höststämning symbol för sin egen sönderslitenhet. Men i motsats till många andra världssmärteskalder, bland annat från 1700-talet, koketterar han aldrig med sina tårar. Hans diktning ger luft åt ett manligt hjärtas ve. Många av Lenaus dikter yppar en fullkomlig enhet av landskapsbild och själstillstånd, och han såg själv sin härskande förmåga i att mäkta ge själ åt naturen. Han nedlade stor möda på formen, hans dikter är alster av stor konstnärlig fulländning, och bland den tyska lyrikens mästare efter Goethe nämns han vid sidan av Heine och Mörike som en av de främsta. Bland hans ivrigaste beundrare var egendomligt nog Bismarck. 
Av sin vän Carl August Hagberg fick Lenau kännedom om nordiska motiv, som han behandlade i lyriska dikter. På svensk diktning har han också övat ett inte ringa inflytande, sålunda på en del av Viktor Rydbergs ungdomslyrik. Rydberg har även tolkat hans elegiska svanesång Blick in den Strom, och Gustaf Fröding har översatt ett par av hans yppersta dikter. Lenaus Sämtliche Werke utgavs 1855 i fyra band. Minnesvårdar över honom restes i Esslingen 1904 och i Csatád 1905.

## Eftermäle
Asteroiden 7400 Lenau är uppkallad efter Nikolaus Lenau.

## På svenska
- [Dikter]. I Världslitteraturen: de stora mästerverken. [30], Tysk romantik, II (Bonnier, 1929)

"Några dikter i G. Montelin, Lenau i liv och diktning, 1902; A. Mörne, Tysk lyrik, 1942 ... samt i All världens lyrik, 1943." (Litteraturhandboken. 5. uppl., Forum, 1983, s. 542)